# Schizothorax eurystomus
Schizothorax eurystomus är en fiskart som beskrevs av Kessler 1872. Schizothorax eurystomus ingår i släktet Schizothorax och familjen karpfiskar. Inga underarter finns listade i Catalogue of Life.